# Каспіобделла Фадєєва
Каспіобделла Фадєєва (Caspiobdella fadejewi) — вид п'явок роду Каспіобделла з підродини Piscicolinae родини Риб'ячі п'явки. Синоніми — Piscicola fadejewi, Hirudo geometra. Названо на честь зоолога Миколи Миколайовича Фадєєва, професора Харківського університету.

## Опис
Загальна довжина сягає 7 мм. Має 2 пари очей. Тіло витягнуте, звужується на кінці, на початку — більш широке. Велика передня присоска чітко відокремлена від усього тіла: має форму диска. Задня присоска маленька, вужча за ширину тіла.
Забарвлення жовтувате, по якому проходять поперечні смуги темно-зеленого кольору.

## Спосіб життя
Зустрічається в річках, водосховищах, озерах з проточною водою. Є інвазійним видом, що здатен поширюватися на нові ареали. Розповсюдження обмежена солоністю ~8 г/л. Цей вид чутливий до забруднення вод та інших несприятливих антропогенних і природних факторів.
Паразитує більш ніж на 15 видах риб, зокрема осетрових, віддаючи перевагу лящеві. У водосховищах на лящі зустрічається у великих кількостях. Масове зараження лящів припадає відповідно на червень і липень. Зараженість риб збільшується з віком господарів і досягає максимуму в найбільших риб.

## Розповсюдження
Поширена в річках Чорного, Азовського та Каспійського морів, зокрема у Дніпрі, Доні (в водосховищах останнього — Цимлянському, Варваровському, Береславському, Карповському). У Волзі вперше відзначено у 1963 році (Волгоградське водосховище). Згодом поширилася до верхів'я Волги, а також річок Центральної Європи, Німеччини, Сербії.